# Dear Rosie
Dear Rosie ist ein britischer Kurzfilm von Peter Cattaneo aus dem Jahr 1990.

## Handlung
Rosie hat ihren Roman Ten Days on a Crucifix fertiggestellt, doch versucht ihr Agent Bernard vergeblich, einen Verleger zu finden. Da ein Diätvorschlag Rosies bei ihm sehr gut angeschlagen hat, gibt er die Diätanleitung ebenfalls an einen Verlag weiter, der sich prompt für 250.000 Pfund die britischen Rechte für das Buch sichert, das unter dem Titel The Armchair Slimmer erscheint. Das Buch wird ein großer Erfolg und macht Rosie zu einer reichen Frau. Sie kauft sich ein Haus, das sie edel einrichten lässt. Mit ihr zieht auch Sohn Jake ein; Rosie wurde einst von ihrem Ehemann Robert für die blonde Tanya verlassen. Es folgen Vortragsreisen, Signierstunden und Fanpost von begeisterten Lesern, die durch das Buch erfolgreich abnehmen konnten.
Mit dem Erfolg kommen die Probleme: Sohn Jake wird in der Schule von übergewichtigen Schülern erpresst. Robert meldet sich bei Rosie und gibt vor, sie immer noch zu lieben, von Tanya verlassen worden zu sein und auch als Maler keinen Erfolg zu haben. Rosie lässt sich auf ihn ein, er zieht in ihr Haus und führt parallel seine Beziehung mit Tanya fort, die er nie beendet hatte. Eines Tages erhält Rosie von Tanya einen Brief, in dem sie ihr klarmacht, dass beide mit demselben Mann leben. Zudem häufen sich die Briefe von verzweifelten Lesern, die die Diät nicht durchgehalten haben, Initiativgruppen, die für die Akzeptanz von Übergewicht eintreten und von Bernard, der auf einen neuen Ernährungsband drängt. Rosie hat genug und zieht um, ohne jemandem ihre neue Adresse zu nennen. Zudem nimmt sie den neuen Namen Catherine Gray an. Sie überarbeitet Ten Days on a Crucifix und schickt das Buch unter neuem Namen an einen Verleger.

## Produktion
Dear Rosie entstand als Koproduktion von Channel 4 und World’s End Productions. Die Kostüme schuf Kimberley Lockie, die Filmbauten stammen von Max Gottlieb. Der Film erlebte 1990 auf dem London Film Festival seine Premiere und lief unter anderem im Oktober 1991 auf dem Chicago International Film Festival.

## Auszeichnungen
Dear Rosie wurde 1991 für einen Oscar in der Kategorie Bester Kurzfilm nominiert. Der Film gewann auf dem Chicago International Film Festival 1991 eine Goldene Plakette für den besten Kurzfilm. Im selben Jahr wurde er für einen BAFTA als Bester Kurzfilm nominiert. 